# Джабидзе, Сосо
Сосо Джабидзе (груз. სოსო ჯაბიძე, род. 14 августа 1987) — грузинский борец греко-римского стиля, призёр чемпионатов Европы.

## Биография
Родился в 1987 году в Багдати. В 2010 году стал бронзовым призёром чемпионата Европы. В 2012 году принял участие в Олимпийских играх в Лондоне, но стал там лишь 13-м.